# Василіск (рід)
Василіск (Basiliscus) — рід ящірок інфраряду ігуаноподібних ряду Лускатих. Має 4 види.

## Опис
Загальна довжина в середньому сягає до 80 см. Втім зустрічаються види до 2 м. У самців на потилиці трикутний гребінь, поперечна складка на горлі і шкірястий гребінь уздовж спини і передньої третини хвоста, що підтримується подовженими остистими відростками хребців.

## Спосіб життя
Живуть ці ящірки у води, на деревах і чагарниках. Основну їжу складають комахи. Здатні бігати по поверхні води, утримуючись за рахунок частих ударів задніх ніг; добре плавають.

## Розповсюдження
Поширені в тропічній Америці, зокрема в Гвіані, Коста-Риці і Панамі.

## Види
- Basiliscus basiliscus
- Basiliscus galeritus
- Basiliscus plumifrons
- Basiliscus vittatus